# Трофеусы
Трофеусы (лат. Tropheus) — небольшой род рыб семейства цихловых, состоит из шести видов.
Рыбы этого рода обитают в озере Танганьика, расположенном в Восточной Африке. Трофеусы широко распространены во всех регионах озера Танганьика. Для самцов и самок ярко выражен половой диморфизм. Самцы имеют несколько больший размер. У всех видов самки вынашивают икру во рту, что видно из латинского названия рода. Tropheus происходит от греческого «trophos», что означает «воспитывать». Рыбы этого рода имеют небольшое промысловое значение для местного населения из-за относительно небольших размеров и среды их обитания; они прячутся в случае опасности среди скал. Большинство видов встречаются вдоль прибрежной полосы озера на глубине менее 3 метров. Это скалистые берега, напоминающие среду обитания цихлид группы «Мбуна» озера Малави. Они обеспечивают защиту в среде обитания и питание из-за энергичного большого роста водорослей под действием долгих часов сильных солнечных лучей на малой глубине. Только Tropheus Duboisi обитает в более глубоких областях озера, около 15-20 метров. Все виды растительноядны, их рот приспособлен для соскребания водорослей с подводных камней.
Род пользуется популярностью среди любителей аквариума благодаря красивой окраске и интересного поведения рыб.

## Виды
В настоящее время признают шесть видов трофеусов:
- Tropheus annectens Boulenger, 1900  Трофеус Калеми
- Tropheus brichardi  Nelissen & Thys van den Audenaerde, 1975  Кофейный (шоколадный) трофеус Бришара
- Tropheus duboisi  Marlier, 1959  Звёздчатый трофеус (Дюбуа)
- Tropheus moorii  Boulenger, 1898  Трофеус Мура
- Tropheus kasabae  Nelissen, 1977
- Tropheus polli  Axelrod, 1977  Зебровый трофеус Полла

## Трофеусы в аквариуме

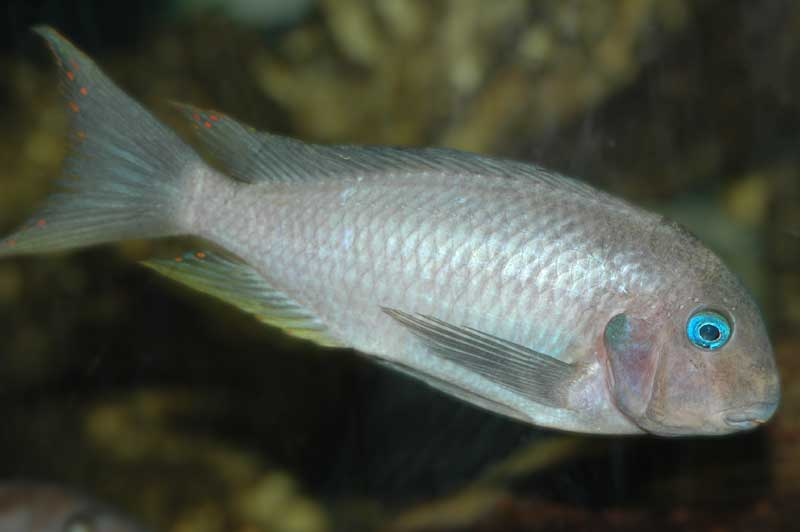
Зебровый трофеус Полла (Tropheus polli)

Трофеусы популярны среди аквариумистов в течение почти столетия, однако ошибочно считаются трудными в содержании. Они не являются рыбами для начинающих аквариумистов, но все таки они и не чрезмерно сложны в разведении. При содержании в соответствующих условиях они становятся превосходными аквариумными рыбами.
Трофеусов лучше содержать в отдельных аквариумах, потому что необходимы уникальные условия и из-за врожденной агрессивности. Некоторые особи более агрессивны, чем другие, и это зависит от различных факторов, связанных с аквариумом, таких как объем и сочетание других особей. По этим причинам минимальный объем аквариума не менее 300 литров и здесь выполняется правило — «чем больше, тем лучше». Группа трофеусов должна составлять минимум 15 особей, чтобы рассеять агрессию между членами большой группы. Большая группа этих рыб имеет потрясающий вид и рыбы будут иметь глубокую и насыщенную расцветку.
Аквариум должен быть создан из груды плоских камней, сложенных в виде щелей и пещер для рыб. Необходимо добавление кораллового песка или мраморной крошки для увеличения щелочности и жесткости воды в аквариуме. В условиях природы трофеусы обитают в зоне, богатой кислородом, поэтому необходима мощная аэрация. Также необходима хорошая фильтрация и частая подмена воды. Химический состав воды должен соответствовать их естественной среде обитания в озере Танганьика, температура стабильная на уровне 25,5 С.

## Кормление
Трофеусы в природе питаются водорослями и потребляют незначительное количество животной пищи (то есть микроорганизмы, съеденные вместе с водорослями). Они имеют очень длинный пищеварительный тракт, и поэтому могут возникнуть проблемы с пищей, содержащей много белка. Поэтому большинство продаваемых кормов не годятся, так как делаются на основе рыбы, а не из растительного вещества . Годится продаваемый корм на основе спирулины и овощей. Необходимо кормить понемногу несколько раз в день, так как это соответствует пищевому поведению этих рыб в природе.

## Болезни
Трофеусы восприимчивы ко многим вирусным и бактериальным болезням, а также связанных со стрессом (качество воды, питание) заболеваниям. Как и обычно с рыбами, заболевание легче предотвратить, чем вылечить.